# مضايا
مضايا هي بلدة وناحية سوريّة تتبع منطقة الزبداني في محافظة ريف دمشق. تقع البلدة شمال غرب دمشق على السفح الشرقي لسلسلة جبال لبنان الشرقية، وتبعد عن العاصمة دمشق 45 كيلومتر. تُعد مضايا مصيفًا هامًا في سوريا جنبًا إلى جنب مع مدينتي الزبداني وبلودان القريبتان منها. يقدر عدد سكان البلدة 15 ألف نسمة في عام 2015.
تشتهر مزارع البلدة بزراعة التفاح والكرز والدراق والخوخ وكذلك الأجاص، يمر فيها نهر بردى كما يوجد بها عدد من الينابيع والعيون التي تزوّد احتياجات البلدة كنبع الكوثر وعين ميسة ما جعلها مقصداً للعديد من السيّاح القادمين من دمشق أو من خارج البلاد. تعد مضايا من البلدات القليلة الخارجة عن سيطرة الحكومة الفعليَّة اقتصاديًا، فسوقها التجاري المُمتد على مسافة 600 متر يحوي الكثير من المنتجات الأجنبيَّة نتيجة العقوبات الدوليَّة المفروضة على سوريا، لتكون مصدرًا مُهمًا لتزويد سكان دمشق والمناطق المحيطة من المُقتدرين ماليًا.

## التسمية
تلفظ الكلمة باللغة العربية على صورتين "مَضَايا" بفتح الحرف الأول والثاني و"مْضايا" بسكون الحرف الأول، وبغض عن النظر عن الألفاظ إلا أن هنالك ثلاثة روايات عن سبب تسمية المنطقة بمضايا فالأولى تتحدث بأن هنالك بعض الأصول القديمة التي تعود إلى أيام النبي موسى عليه السلام قبل الميلاد، حيث قيل أن مجموعة من إحدى القبائل المديانية جاءت للاستراحة على سفوح جبال "سنير" عند "اليبوسيين الذين كانوا على خلاف مع العبرانيين فلقوا منهم القبول والترحيب والدعم وأعجبوا بالمنطقة وبذلك السهل المتطاول والمحمي بالجبال المحيطة به من كل جانب فاختاروا السفح الشرقي المطل على سهل الزبداني، والذي لم يكن مأهولاً آنذاك وكان موقعاً متوسطاً في إطلالته على السهل ومتصدراً بواجهته فاستقروا فيه وأطلق على ذلك الموقع اسم "مادايان" أو "مادايا".
أما التفسير الثاني لأصل تسمية «مضايا» في العصور المتوسطة، حيث قيل أن قبيلة عربية من قبائل تدعى بني بكر نزحت من ديارها باتجاه الشمال واستقر قسم منها في شمال فلسطين وجماعة أخرى تابعت طريقها شمالاً، حيث استقرت في موقع يسمى اليوم باسمهم ديار بني بكر في جنوب تركيا إلا أن جماعة صغيرة من تلك القبيلة تخلفت أثناء هجرتها لأن أميرة من أميرات بني بكر كان قد مات زوجها في طريق رحلتهم ونزوحهم وكانت على وشك الولادة حيث بات وضعها الصحي سيئاً فاضطرت جماعتها وأهلها إلى التوقف في هذا المكان حتى تشفى وتتم ولادتها واختاروا السفح الشرقي الذي تتوسطه مساحة كبيرة من الأشجار والأدغال القائمة حول ينابيع المياه والذي يبعد عن طريق القوافل والجيوش والمارة وكان أكثر أماناً وراحة لهم، وهناك يُقال ولدت الأميرة طفلاً وضاء الوجه جميلاً جداً مع أول خيط من خيوط النهار فأطلق عليه «ضياء» وأصبحت الأميرة تدعى «أم ضياء» فاستقرت الأميرة بصورة دائمة هناك مع أهلها وأقاربها واشتهرت المنطقة باسم «أم ضياء» وأصبحت المنطقة كلاه تدعى مع الأيام واختصاراً «امضايا».
أما الرواية الثالثة لتسمية المنطقة بهذا الاسم فيوردها أحد المسنين من أبناء المنطقة مفادها أن شيخاً جليلاً كان يعتكف في تلك السفوح من المنطقة لا يُعرف اسمه الحقيقي ولم يكن يرى نهاراً حيث كان يقيم في تلك المغاور والغياض، لكنه كان يستقر ليلاً في مغارة هناك ما تزال قائمة حتى اليوم وكان يشعل ناراً طيلة الليل فسمي ذلك الشيخ باسم «الشيخ ضاوي» حيث كان يهتدي بضوئه الركبان والسائرون في الليالي المظلمة.

## الاقتصاد

### سوق مضايا التجاري
تعد مضايا من البلدات السوريَّة الوحيدة التي لا تخضع لأي سيطرة اقتصاديَّة فعليَّة للحكومة، ففي سوق مضايا الذي يمتد طولها لأكثر من نصف كيلومتر (نحو 600 متر) يمكن للمواطنين شراء البضائع المُهرَّبة ذات العلامات التجاريَّة الدوليَّة، فمعظم المحلات الممتلئة في السوق تعتمد اعتمادًا كليًا على البضائع الأجنبية المُهرَّبة من لبنان نتيجة العقوبات الدولية لنظام بشار الأسد، ما يجعل البلدة مقصدًا لكثير من سكان العاصمة دمشق المُقتدرين ماديًا للتسوُّق فيها ما يزيد من انتعاش سوق مضايا التجاري.

### الزراعة
يشتهر سهل مضايا بزراعة التفاح والكرز والدراق والخوخ وكذلك الأجاص، ويمر فيها نهر بردى. يعد التفاح العمود الفقري للزراعة فيها لكونها تحقق المواصفات الوراثية الكاملة للأصناف نظرًا لطبيعة المنطقة الجغرافيَّة ومناخها البارد، والذي يمنحها مواصفات مثالية للأصناف المعدة للتخزين والتصدير.

### الينابيع
تحظى مضايا بوجود عدد من الينابيع والعيون التي تزوّد احتياجات البلدة، وهم نبع الكوثر، وعين ميسة، وعين أمين، وعين الحدَّاد، وعين صالح، ما جعلها كثيرة البساتين والحدائق والمُسطحات الخضراء، لتكون مقصدًا للعديد من السيّاح القادمين من دمشق أو من خارج البلاد.

## السكان
يقدر عدد سكان بلدة مضايا بنحو 15 ألف نسمة. يتألف التركيب العرقي لسكان مضايا بشكلٍ أساسي من العرب، وجميعهم من المُسلمين وتحديدًا من أهل السُّنة والجماعة.

## الصحة
يوجد في البلدة مستوصف واحد فقط، وتعاني من نقص في الأطباء والممرضين والمعدات الطبية ما يؤثر في علاج جميع الحالات المرضيَّة.

## التاريخ

### خلال الحرب الأهلية السورية
تعرضت البلدة كغيرها من المدن والبلدات إلى موجة الاضطرابات المدنية والاحتجاجات التي سادت البلاد في 2011، وسرعان ما خرجت من سيطرة الحكومة قبيل نهاية العام، حيث تبادلت مجموعات المعارضة كالجيش الحر وجبهة النصرة السيطرة على البلدة. ومنذ يوليو 2015 فرض حصار على المدينة من قبل الجيش السوري وميليشيات حزب الله بقيادة أحد قادة وحدة الرضوان القيادي حسين غندور. وفي ديسمبر 2015 قالت منظمة أطباء بلا حدود أن 23 شخصا على الأقل قضوا من المجاعة وذلك بعدما تم فرض حصار كامل منع دخول أي غذاء أو مساعدات إنسانية. في 14 أبريل 2017 تم التوصل إلى اتفاق لوقف إطلاق النار حيث تم نقل 2350 شخص (من بينهم 400 من مقاتلي المعارضة) من مضايا والزبداني إلى إدلب.
عاد الآلاف من الأهالي إلى البلدة بعد إتمام المصالحة حيث تم فتح جميع الطرقات ما سهّل من دخول الورشات الفنية والخدمية للمنطقة والتي بدأت بتنظيف وترميم الممرات لا سيما المنشآت السياحية إضافة إلى عودة التيار الكهربائي إلى البلدة، كذلك عادت مضايا كموقع سياحي للآلاف من الزوّار وقد افتتحت المحال والسوق الشهير فيها.